# 1950 dans les chemins de fer
Chronologie des chemins de fer
1949 dans les chemins de fer - 1950 - 1951 dans les chemins de fer

## Évènements
- France : fin de l'exploitation sur la ligne (Nice) - Colomars - Meyrargues des Chemins de fer de Provence.
- 29 août : mise en service du premier tronçon électrifié sur la ligne de chemin de fer Paris-Lyon.